# Rada Najwyższa Litewskiej Socjalistycznej Republiki Radzieckiej

## Chronologiczna lista przewodniczących
| # | Imię i Nazwisko                    | Okres urzędowania | Okres urzędowania |
| - | ---------------------------------- | ----------------- | ----------------- |
| 1 | Boleslovas Baranauskas (1902-1975) | 25 sierpnia 1940  | 26 kwietnia 1951  |
| 2 | Feliksas Bieliauskas (1914-1985)   | 26 kwietnia 1951  | 16 marca 1955     |
| 3 | Vladas Niunka (1907-1983)          | 16 marca 1955     | 18 kwietnia 1963  |
| 4 | Antanas Barkauskas (1917-2008)     | 18 kwietnia 1963  | 24 grudnia 1975   |
| 5 | Ringaudas Songaila (1929-2019)     | 24 grudnia 1975   | 19 czerwca 1981   |
| 6 | Lionginas Šepetys (1927-2017)      | 19 czerwca 1981   | 10 marca 1990     |
| 7 | Vytautas Landsbergis (1932-)       | 11 marca 1990     | 11 marca 1990     |